# Neoascia globosa
Neoascia globosa är en tvåvingeart som först beskrevs av Walker 1849.  Neoascia globosa ingår i släktet dvärgblomflugor, och familjen blomflugor. Inga underarter finns listade i Catalogue of Life.